# لئون گرشکوویچ
لئون گرشکوویچ (کرواتی: Leon Geršković؛ ۲ فوریهٔ ۱۹۱۰ – ۱ آوریل ۱۹۹۲) سیاست‌مدار اهل جمهوری فدرال سوسیالیستی یوگسلاوی بود.